# Michaël Nayrole
Michaël Nayrole (né le 4 août 1959 à Saint-Maur-des-Fossés) est un archer et entraîneur français de tir à l'arc.
En mars 1973, il prend sa première licence à la compagnie d'arc de Vincennes. Il pratique le tir à l'arc de haut niveau de 1974 à 1987, période durant laquelle il obtient de nombreux titres nationaux. Il devient entraîneur adjoint de l'équipe de France junior fin 1982 avec Jean-Étienne Pascal.
Il obtient sa première sélection en équipe de France en 1974, lors de la Coupe d’Europe junior. Il représente alors le tir à l’arc français sur le plan international à une vingtaine de reprises (Pré-olympique, Monde et Europe).
Fin 1983, il devient entraîneur national de l'équipe de France junior jusqu'en 1989. Entre-temps, le président de la fédération française de tir à l'arc François de Massary lui confie fin 1988 la responsabilité de l'équipe de France sénior masculine et féminine, pour finalement être nommé entraîneur de l’équipe de France masculine en 1991.
En 1984, il fonde "l'Athletic Arc Club" de Joinville-le-Pont, toujours en activité à ce jour.
Fin 1987, il devient entraîneur de Sébastien Flute, médaillé d'or aux jeux olympiques de Barcelone en 1992.
En janvier 1997, il est nommé Directeur Technique National de la Fédération Française de Tir à l'Arc jusqu'en mars 2001.
Depuis 2003, il est Directeur Technique National Adjoint à la fédération française de volley-ball.
Son parcours en tant qu'entraîneur et DTN lui ont permis d'entraîner et d'accompagner de nombreux archers et archères sur les podiums olympiques, mondiaux et européens.
En 2009, il est rappelé par Sébastien Flute dans l'objectif d'un podium aux jeux olympiques de Londres.

## Palmarès
Résultats majeurs obtenus par les tireurs entraînés et coachés par Michael Nayrole de 1982 à 1996
- 1 titre de Champion Olympique (en 1992 avec Sébastien Flute)

- 2 titres de Champion du Monde (en 1991 et 1993)

- 4 titres de Champion d’Europe (en 1983, 1989 et 1992)

- 2 titres de vice-champion du Monde (en 1995),

- 4 titres de vice-champion d’Europe (en 1983, 1987, 1992 et 1994)